# Bredballe Sogn

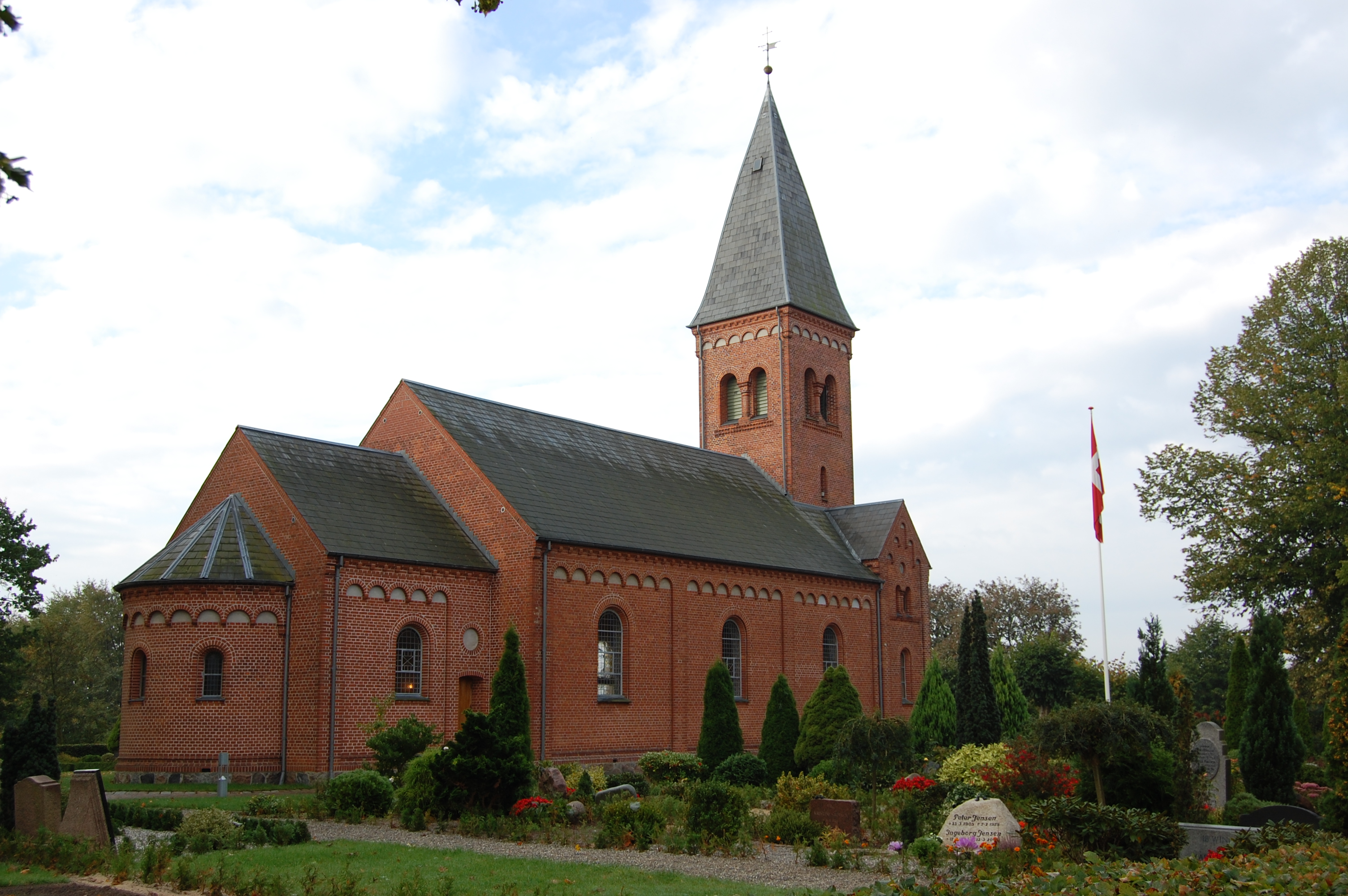
Bredballe Kirke

Bredballe Sogn ist eine Kirchspielsgemeinde (dän.: Sogn) in der Stadt Vejle im südlichen Dänemark. Bis 1970 gehörte sie zur Harde Nørvang Herred im damaligen Vejle Amt, danach zur Vejle Kommune im erweiterten Vejle Amt, die im Zuge der  Kommunalreform zum 1. Januar 2007 in der „neuen“  Vejle Kommune in der Region Syddanmark aufgegangen ist.
Von den 61.310 Einwohnern von Vejle  leben 9122 im Kirchspiel Bredballe (Stand:1. Januar 2023). Im Kirchspiel liegt die Kirche „Bredballe Kirke“.
Nachbargemeinden sind im Westen Vor Frelsers Sogn und Nørremarks Sogn, im Norden Hornstrup Sogn und im Osten Engum Sogn.